# Andropogon gayanus
Andropogon gayanus  (лат.) — вид цветковых растений рода Бородачевник (Andropogon) семейства Злаки (Poaceae).

## Ботаническое описание
Многолетнее кочкообразующее травянистое растение до 4 м высотой и 70 с в диаметре.

## Распространение и местообитание
Встречается в большинстве тропических и субтропических саванн Африки.

## Хозяйственное значение и применение
В Австралии Andropogon gayanus признан злостным сорняком, поскольку формирует крупные скопления, вытесняет местные виды и нарушает естественные циклы. Районы, зараженные этим видом, находятся в значительно большем риске пожаров, чем естественные пастбища.

## Разновидности
- Andropogon gayanus var. bisquamulatus (Hochst.) Hack.
- Andropogon gayanus var. polycladus (Hack.) Clayton
- Andropogon gayanus var. tridentatus Hack.[3]

## Синонимика
- Andropogon guineensis Schumach.
- Andropogon infrasulcatus Reznik
- Andropogon reconditus Steud.
- Cymbachne guineensis (Schumach.) Roberty
- Sorghum gayanum (Kunth) Kuntze[4]